# Romilly, Loir-et-Cher

Romilly este o comună în departamentul Loir-et-Cher, Franța. În 1 ianuarie 2022 avea o populație de 155 de locuitori.